# Borzęcin (województwo dolnośląskie)
Borzęcin – wieś w Polsce położona w województwie dolnośląskim, w powiecie trzebnickim, w gminie Żmigród.
W latach 1954–1959 wieś należała i była siedzibą władz gromady Borzęcin, po jej zniesieniu w gromadzie Żmigród. W latach 1975–1998 miejscowość administracyjnie należała do województwa wrocławskiego.

## Nazwa
Według niemieckiego językoznawcy Heinricha Adamy’ego nazwa miejscowości pochodzi od staropolskiej nazwy lasu iglastego - boru. W swoim dziele o nazwach miejscowych na Śląsku wydanym w 1888 roku we Wrocławiu wymienia jako najstarszą zanotowaną nazwę miejscowości Borzęcin podając jej znaczenie "Kieserwald" czyli po polsku "Żwirowy las". 
Miejscowość wymieniona jest jako Borzenzine w opisie Śląska wydanym w 1787 roku w Brzegu. W alfabetycznym spisie miejscowości na terenie Śląska wydanym w 1830 roku we Wrocławiu przez Johanna Knie miejscowość występuje pod nazwami Borzenzine i Borzenzin.